# Nolwenn Leroy
Nolwenn Leroy (Saint-Renan, 28 september 1982) is een Franse zangeres, singer-songwriter en muzikante.
Sinds 2003 heeft ze 8 studioalbums uitgebracht en had ze 2 nummer één singles (Cassé en Nolwenn Ohwo!).

## Levensloop

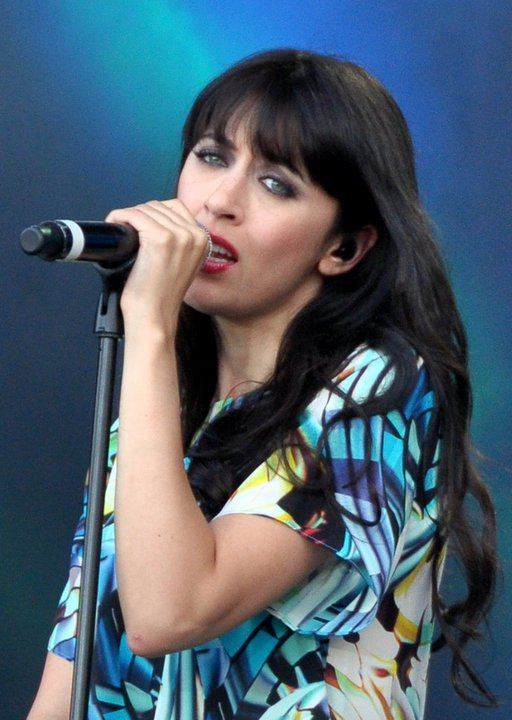

Op vierjarige leeftijd verliet Leroy Saint-Renan om achtereenvolgens in Parijs, Rijsel en Guingamp te gaan wonen. In 1992 verliet haar vader, profvoetballer Jean-Luc Le Magueresse, het gezin. Na een reeks van omzwervingen woonde ze vanaf 1993 samen met haar zus en moeder bij haar grootouders in Saint-Yorre.
Op aanraden van haar muziekleraar op het Collège des Célestins te Vichy nam Leroy vioolles.
In juli 1998 werd ze door de Rotary Club van Vichy gekozen om een jaar naar Cincinnati te gaan. Bij terugkeer besloot ze klassiekezangles te nemen.
In 2001 schreef ze zich in bij de faculteit rechten van Clermont-Ferrand (specialisatie Anglo-Amerikaans recht) met het idee van een diplomatieke carrière bij de Verenigde Naties of een niet-gouvernementele organisatie in haar achterhoofd in het geval de muziekwereld haar niet zou bevallen.
Toen ze Star Academy zag (zelfde format als Starmaker en Operación Triunfo), raakte ze gefascineerd door de zanglerares Armande Altaï en besloot ze zangles bij haar te nemen. Om dit te betalen had ze een bijbaantje als caissière.
Leroy werd geselecteerd om mee te doen aan de tweede serie en won deze reeks.
Op 4 maart 2003 kwam haar eerste album Nolwenn uit, waaraan Pascal Obispo, Lara Fabian, Laurent Voulzy, Lionel Florence en Daniel Lavoie bijdroegen. Het werd snel een groot succes (meer dan 700.000 verkochte exemplaren, mede door het succes van de singles Cassé en Suivre une étoile). In hetzelfde jaar ging Leroy op tournee door heel Frankrijk.
Haar tweede album Histoires naturelles, geproduceerd door Laurent Voulzy en Franck Eulry verscheen op 5 december 2005 en verkreeg binnen enkele weken de platinastatus. Van het album waren eind 2006 al meer dan 400.000 exemplaren verkocht. De eerste single, Nolwenn Ohwo !, geschreven door Alain Souchon en Laurent Voulzy, bereikte meteen de eerste positie van de hitparade. Ze werd daardoor de eerste Star Academy-artiest die twee nummer 1-hits in Frankrijk had.

## Het boek
Patrick Castells en Christophe Abramowitz hebben Nolwenn in de zomer van 2005 gevolgd en hebben een boek over de zangeres gemaakt (ISBN 2753300240). Alle beeldrechten worden door Nolwenn gedoneerd aan de stichting van de Abbé Pierre.

## Discografie

### Albums
- 2003: Nolwenn
- 2005: Histoires Naturelles
- 2009: Le Cheshire Cat et moi
- 2010: Bretonne
- 2012: Ô Filles de l'eau
- 2017: Gemme
- 2018: Folk
- 2021: La Cavale

### Live-dvd's
- 2007: Histoires Naturelles Tour
- 2014: Ô Tour de l'eau

### Singles
- 2003: Cassé
- 2003: Une femme cachée
- 2003: Suivre une étoile
- 2004: Inévitablement
- 2004: Le dernier mot (alleen uitgebracht in Canada)
- 2005: Nolwenn Ohwo !
- 2006: Histoire Naturelle
- 2006: Mon ange
- 2007: J'aimais tant l'aimer
- 2007: Reste encore
- 2009: Faut-il, faut-il pas ?
- 2010: Textile schizophrénie
- 2010: Suite Sudarmoricaine
- 2010: Mná na h-Éireann (Women of Ireland)
- 2010: La Jument de Michao
- 2011: Tri Martolod
- 2011: Brest
- 2011: Moonlight Shadow
- 2012: Juste pour me souvenir
- 2013: Sixième Continent
- 2013: J'ai volé le lit de la mer
- 2014: Ophélia
- 2017: Gemme
- 2017: Trace ton chemin
- 2021: Brésil, Finistère
- 2021: Loin

## Prijzen
- NRJ Music Awards :
  - Révélation francophone (2004) (Franstalige ontdekking)
  - Étoile de la sensibilité (2006) (ster van de gevoeligheid)
  - Étoile chérie FM (2006) (ster Chérie FM, een radiozender)